# Brabschütz
Brabschütz ist eine im Westen der sächsischen Landeshauptstadt Dresden gelegene Gemarkung, die seit dem 1. Januar 1994 als Ortsteil zur Gemeinde beziehungsweise Ortschaft Mobschatz gehört. Der Name leitet sich ab vom Namen eines sorbischen Lokators.

## Geografie

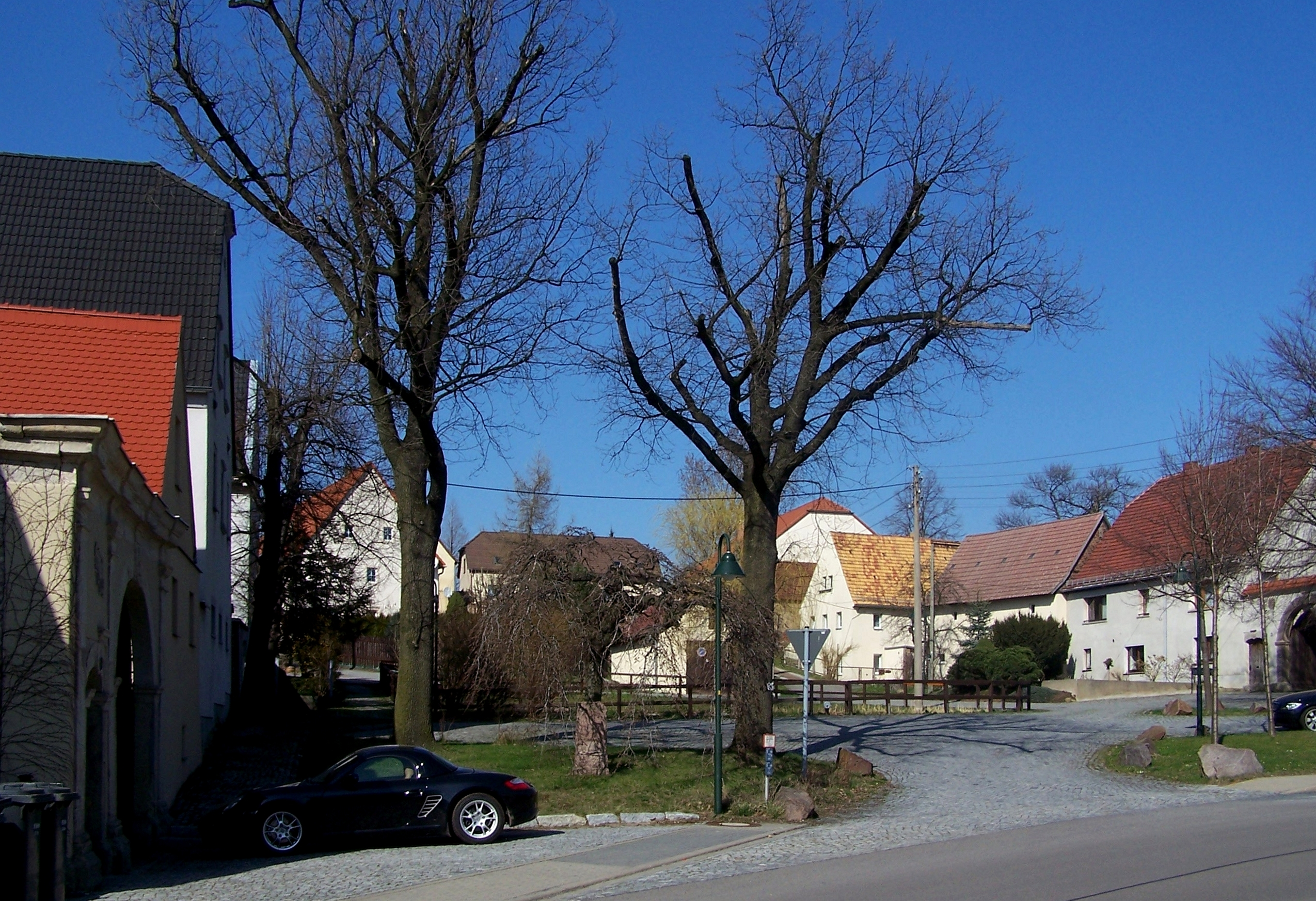
Dorfkern

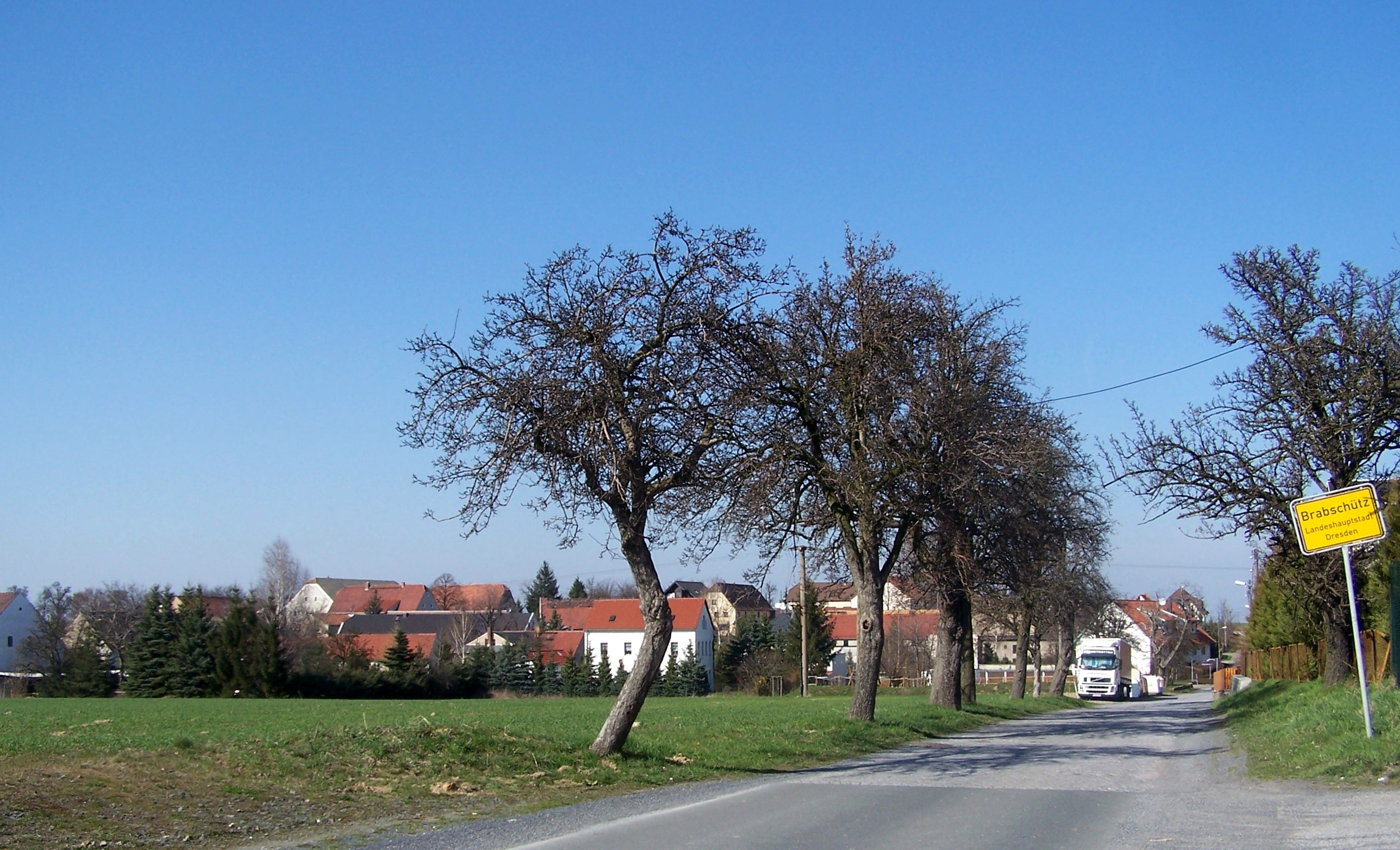
Ortseingang aus Richtung Podemus

Brabschütz liegt 9 km westlich des Dresdner Stadtzentrums, der Inneren Altstadt, auf der linkselbischen, Meißner Hochland genannten Lösshochfläche. Der Rand des Elbtalkessels befindet sich nur 1 km weiter nördlich. Angrenzende Gemarkungen sind die anderen Mobschatzer Ortsteile Alt-Leuteritz im Osten, Podemus im Süden und Rennersdorf im Westen. Benachbart von Brabschütz liegen außerdem der Gompitzer Ortsteil Unkersdorf im Südwesten sowie die Ortschaften Oberwartha im Nordwesten und Cossebaude beziehungsweise dessen gleichnamiger Ortsteil im Norden. Die Gemarkung und der flächenmäßig identische Ortsteil Brabschütz gehören zum Dresdner statistischen Stadtteil Cossebaude/Mobschatz/Oberwartha.
Die nordwestliche und nördliche Flurgrenze des Ortsteils bildet das Tal des Lotzebachs, der in Niederwartha in die Elbe mündet. Über die Brabschützer Flur verläuft in einem ca. 1 km langen Abschnitt unmittelbar östlich des Autobahndreiecks Dresden-West die A 4. Sie passiert den Brabschützer Dorfplatz in nur 300 m Entfernung. Der Ortskern von Brabschütz liegt auf einer Höhe von 250 m ü. NN etwa in der Mitte zwischen den Ortskernen von Alt-Leuteritz und Rennersdorf. Brabschütz hat sich durch den erhaltenen Ortskern und die noch immer weitgehend unbebaute Flur seinen ursprünglichen dörflichen Charakter bewahrt. Am Dorfplatz stehen heute mehrere alte Bauerngüter, die sogar Inschriften tragen. Die Häuser sind zum Teil denkmalgeschützt und stammen in ihrer heutigen Form oftmals aus dem 18. Jahrhundert.

## Geschichte

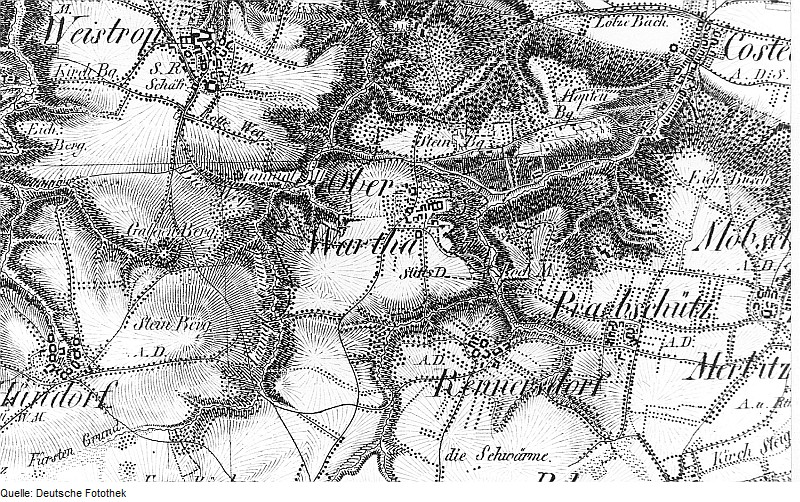
„Prabschütz“ und seine Nachbardörfer auf einer Karte von 1821

Der slawische Rundling Brabschütz entstand wahrscheinlich bereits im 11. oder 12. Jahrhundert und wurde 1349/1350 im Lehnsbuch Friedrichs des Strengen erstmals erwähnt, als ein Mitglied der Familie von Podemiz (vgl. Podemus) den Ort als Lehen erhielt. Der Ortsname geht auf den altsorbischen Personennamen „Pravk“ zurück und entwickelte sich anschließend in voneinander recht stark abweichenden Varianten. Um 1445 wurde das Dorf zunächst als Praczschicz erwähnt, weshalb es im Jahr 2000 auch eine 555-Jahr-Feier im Ort gab. Das Dorf hieß um 1470 dann Prawczicz, 1539 Pretisch, 1547 Brabschitz und 1618 Praczsch. Der Name Brabschütz taucht erstmals im Jahr 1791 auf, wird aber erst ungewöhnlich spät am 8. August 1905 verbindlich festgeschrieben. Noch 1875 existierten daneben auch die Schreibweise Prabschütz sowie der Name Pretzsch, der sich parallel entwickelt hatte.

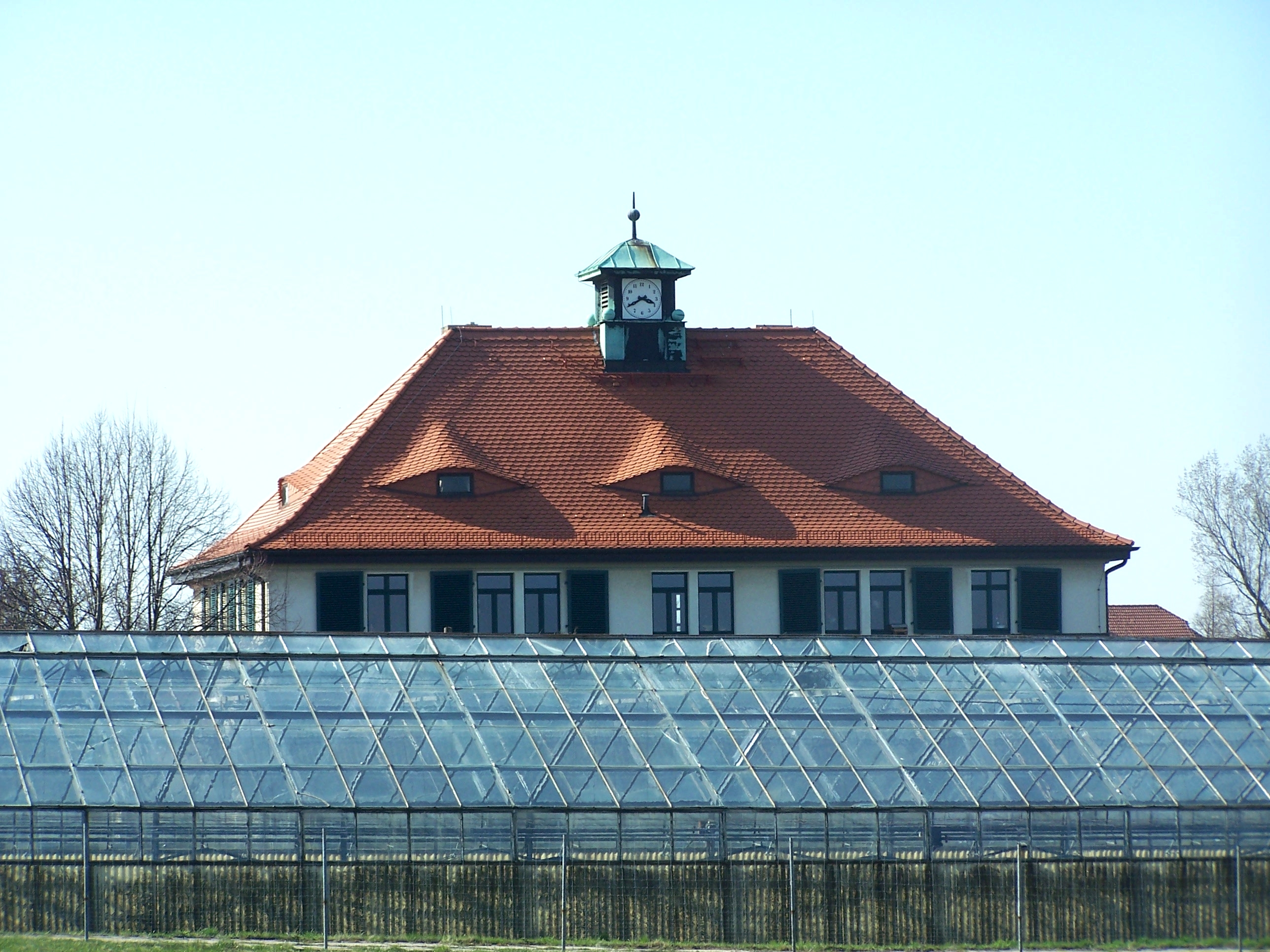
Schulhaus Brabschütz, heute als Kindergarten genutzt

Brabschütz war mit einer Blockgewannflur ausgestattet und ein Lehen der Familie von Podemiz. Später übte das Gauernitzer Rittergut die Lehnsherrschaft aus. Verwaltungsmäßig gehörte das Dorf zum Amt beziehungsweise zur Amtshauptmannschaft Dresden und war seit 1547 ein unmittelbares Amtsdorf, was es auch für die folgenden Jahrhunderte blieb. Seit 1555 war es nach Briesnitz eingepfarrt. Die Landwirtschaft war die hauptsächliche Erwerbsquelle der ortsansässigen Bauern, aber es wurde auch Wein- und Obstanbau betrieben. Infolge der Bodenreform schlossen sie sich nach 1945 zu einer LPG zusammen. Am 1. Juli 1950 wurden die umliegenden Dörfer Merbitz, Podemus und Rennersdorf nach Brabschütz eingemeindet, 20 Jahre später kam dann Alt-Leuteritz hinzu. Bereits seit 1857 war Brabschütz das Zentrum einer aus all diesen Orten bestehenden Schulgemeinde gewesen. Die Gemeinde Brabschütz selbst schloss sich am 1. März 1994 Mobschatz an und kam mit diesem am 1. Januar 1999 zur Landeshauptstadt Dresden.

### Einwohnerentwicklung
| Jahr   | Einwohner         |
| ------ | ----------------- |
| 1547   | 7 besessene Mann  |
| 1555   | 18 Inwohner       |
| 1764   | 10 besessene Mann |
| 1834   | 124               |
| 1871   | 117               |
| 1890   | 152               |
| 1910   | 174               |
| 1925   | 177               |
| 1939   | 193               |
| 1950 ¹ | 798               |
| 1964 ¹ | 560               |
| 1990 ² | 460               |

- ¹ mit Merbitz, Podemus und Rennersdorf
- ² mit Merbitz, Podemus, Rennersdorf und Alt-Leuteritz